# Резолюция Совета Безопасности ООН 1079
Резолюция Совета Безопасности Организации Объединённых Наций 1079 (код — S/RES/1079), принятая 15 ноября 1996 года, сославшись на предыдущие резолюции по Хорватии, включая 1023 (1995), 1025 (1995), 1037 (1996), 1043 (1996) и 1069 (1996), Совет продлил мандат Временного органа ООН для Восточной Славонии, Бараньи и Западного Срема (ВАООНВС) до 15 июля 1997 года.
Совет Безопасности приветствовал прогресс, достигнутый ВАООНВС в содействии возвращению территорий Хорватии. Основное соглашение между Хорватией и местными сербами предусматривало временную администрацию ООН на 12 месяцев и возможность её продления ещё на год по просьбе одной из сторон, о чём просили местные сербы. Генеральный секретарь Бутрос Бутрос-Гали просил продлить срок действия ВАООНВС на шесть месяцев.
Хорватию и местную сербскую общину призвали работать вместе с ВАООНВС над созданием условий, при которых могут состояться местные выборы. Обе стороны также должны соблюдать Основное соглашение и уважать права всех этнических групп. Право беженцев на возвращение домой должно соблюдаться, в то время как обе стороны несут ответственность за эффективное функционирование полиции.
Наконец, Генерального секретаря попросили представить доклад о развитии событий к 15 февраля и 1 июля 1997 года, а также представить рекомендации относительно реструктуризации UNTAES и присутствия ООН в Хорватии.